# Gaia
För andra betydelser, se Gaia (olika betydelser).

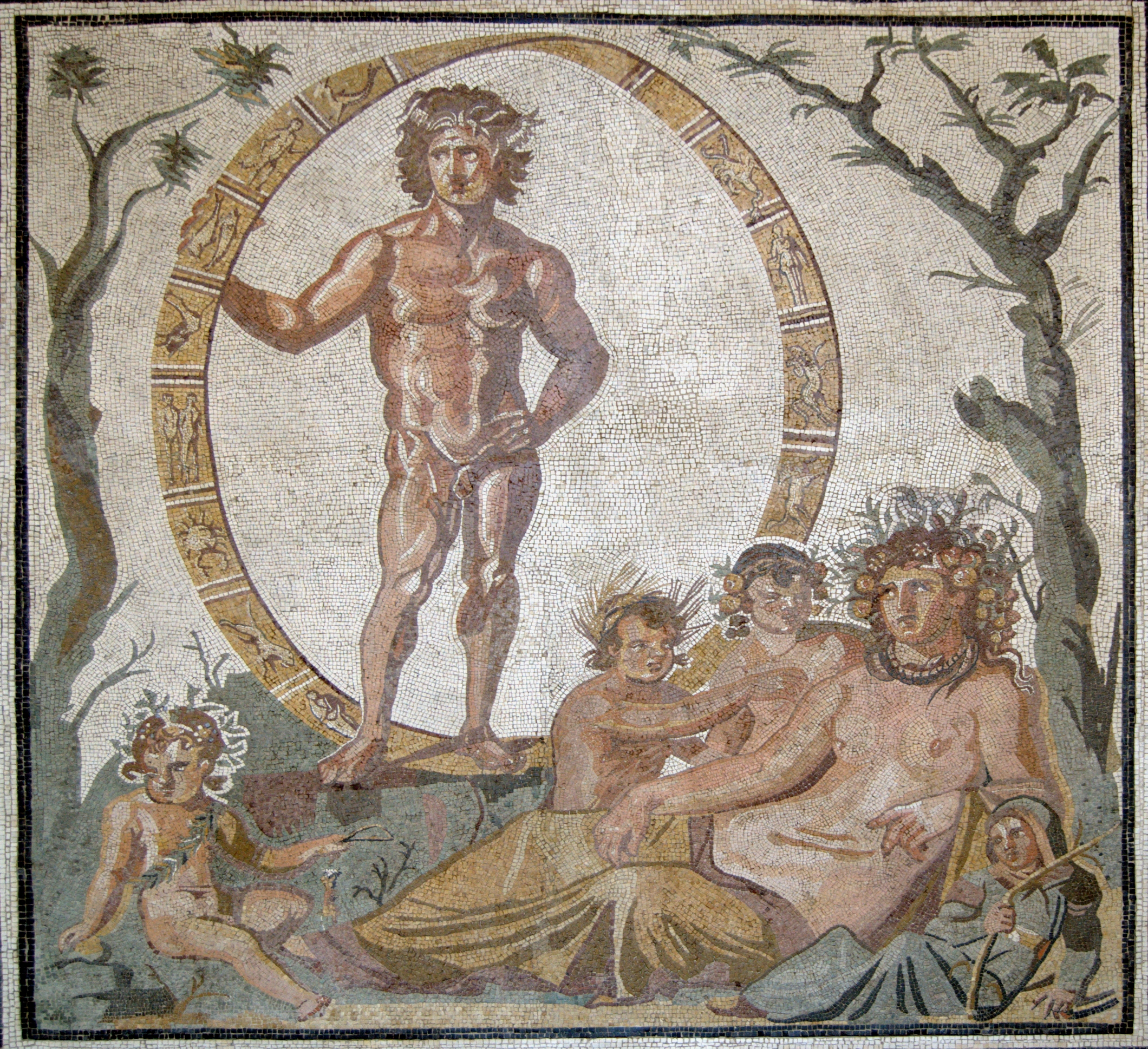
Aion och Gaia med fyra barn, som förkroppsligar de fyra årstiderna. Mosaik från en romersk villa i Sentinum, 200-250 e. Kr., Münchens glyptotek (Inv. W504)

Gaia (grekiska Γαία) eller Ge (Γη) var i grekisk mytologi Moder jord. Ordet gaia betyder 'mark', 'land', eller 'jorden'. Ge är samma ord fast på den attiska dialekten. Gaia var jordens, moderlighetens och fruktbarhetens gudinna. Namnet påminner om det grekiska ordet giagia (γιαγιά) som betyder 'mormor' och 'farmor'.

## Gaias ursprung
Det finns flera versioner av Gaias roll i den grekiska mytologin. Den äldsta, Hesiodos Theogoni, är från 700 f.Kr. Då den återspeglade dåtidens populära föreställningar åtnjöt den ett visst mått av officiellt erkännande. Hundra år senare, och fram tills kristendomen fick genomslag, utarbetades andra theogonier som var inspirerade av orphiska doktriner, vilka skiljde sig mycket från Hesiodos tradition och var inte typiskt grekiska till karaktären. Dessa åtnjöt inte någon större popularitet.
Enligt Hesiodos fanns först bara Chaos. Sedan uppstod Gaia (Jorden) ur det ursprungliga tomrummet, därefter Aither (Luften). Hesiodos skriver att Jorden gav liv åt ett barn, den höga och stjärniga Himlen Uranos. I texten saknar Uranos far och upphöjs till att bli Gaias like, samt hennes make. Pontos (Havet) föds av Gaia, "men ej efter kärlekens famntag". Alla himmelska gudar ska sedan ha varit avkommor till Gaia och Uranos. Alla havsgudar var hennes och Pontos barn, giganterna var resultatet av hennes förbindelser med Tartaros och allt jordiskt liv, såsom människor, härstammade från henne.
En annan version berättar att Gaia föddes ur ett ägg skapat av Kronos.  Enligt en tredje version var hon dotter till Aither (Luften) och Hemera (Dagen), medan hon i en fjärde version var Nyxs (Natten) och guden Phanes barn. 
Gaia ska sedan själv ha fött Uranos, för att han skulle omge och täcka henne och på så sätt skapa ett tryggt hem för gudarna. Därefter födde hon Bergen och Pontos. Dessa gudomligheter var källan till allt liv. Efter detta följde en hel ström med barn av olika slag som fyllde både himmel, jord och helvetet.
Det var inte ovanligt att gudar fick barn med varandra och/eller gifte sig med varandra, trots att de var nära släkt. Då gudarnas antal var begränsat fanns det inte så många att välja på. Detta beteende var dock bara acceptabelt för gudar. När det gällde människor ansågs incest förkastligt i det antika Grekland.

## Uranos fall
Uranos (Himlen) var himlavalvets första manlige gudom. Tillsammans med sin mor och tillika maka, Gaia (Jorden) fick han de 12 titanerna, sex kvinnliga och sex manliga. Samtliga var förskräckliga och avskydda av sin fader, Uranos. Därför tog han dem så fort de föddes och gömde dem i underjordens värsta fängelse Tartaros undan sin mor Gaia. Gaia var förtvivlad och när hon återfann sina barn bad hon dem om hjälp att störta Uranos som himlens härskare. Ingen av barnen vågade ta sig an uppgiften då de fruktade sin fars storlek och styrka. Då steg Kronos, den yngste, klokaste och förslagnaste av titanerna, fram och lovade sin mor att verkställa hennes plan. "Ty ej bryr mig den far, som så nämnes med orätt". Kronos verkar här mena att Uranos inte är hans verkliga fader.
Efter Gaias instruktioner lade sig Kronos i bakhåll med en väldig, skimrande lie i sin hand och väntade på att Uranos skulle återvända hem. När Uranos steg in i sin boning under kvällen störtade sig Kronos över honom och skar av honom hans könsdelar som han sedan kastade bakom sig. Blod droppade på jorden (Gaia) som därefter födde Erinyerna, Giganterna och nymfer. I Hesiodos text finns en inkonsekvens härefter som lyder "Men då blygden med stålet hon avskiljt", vilket skulle kunna betyda att det var Gaia som kastrerade Uranos, snarare än Kronos. Efter denna rad står att Gaia sedan slungar den avskurna lemmen i havet. Ur blodet som blandade sig med havets vatten föddes Afrodite, den "fagra gudinnan", som steg upp ur vågornas skum. "Gräs sköt under de smidiga fötterna upp". Afrodite kan därmed sägas vara en fruktbarhetsgudinna. 
Uranos var besegrad och hans barn befriades och kunde leva i frihet. Kronos blev den nya härskaren över himlavalvet, men han skulle senare möta samma öde som sin far och blev själv störtad av sin son Zeus.

## Templet i Delfi
Det heliga templet i Delfi var ursprungligen avsett för Gaia, men övertogs av Apollon.

## Moder Jord, källan till allt liv
Gaia var mor till ett stort antal barn:
Med Uranos:
- Titanerna: Okeanos, Theia, Koios, Rhea, Krios, Themis, Hyperion, Mnemosyne, Iapetos, Tethys och Kronos

- Cykloperna: Brontes, Steropes och Arges

- Hekatonkheirerna: Kottos, Gyes, Briareos, Obriareos, Aigaion, Amalkeides, Protokles och Protokleon

- Phaikaierna

Med Aithers:
Penthos, Poine och Aergia
Med Pontos:
Nereus, Thaumas, Phorkys, Keto och Eurybia
Gaias barn (utan fäder):
Alpos, Sykeus, Damasen, Anax & Asterios, Dysaules, Python, Drakon Nemeios, Tauros Ophis, Skorpios och gegeenerna.
Osäkra föräldraskap
Ett klassiskt problem i den grekiska mytologin är föräldraskap. Det finns ofta lika många olika föräldrar som det finns versioner av myterna och vissa karaktärer kan därför ha flera möjliga föräldrar. Följande mytologiska figurer kan Gaia vara mor till:
(Fadern i kursiv stil)
Uranos: Enkelados, Aristaios, Aitna, Dione, Melisseus och koureterna
Aither: Algea, Dolos, Lyssa, Horkos, Lethe, pseudologoierna och hysminaierna
Tartaros: Typhoeus och Ekhidna
Poseidon: Kharybdis, Antaios och laistrygonerna
Okeanos: Triptolemos
Typhoeus: Drakon Kolkikos
Hefaistos: Erikhthonios
Zeus: De cypriska kentaurerna
Zeus/Poseidon/Hermes: Orion
Aither/Uranos: erinyerna
Faderlösa: Uranos, Pontos, Tartaros, Pheme, Seilenos, Tityos, Argos, Pantoptes, Areion, Oreios, Kekrops, Pelasgos, Alalkomenus, Iarbas, daktyloierna, kabeiroierna och Areion.

## Inom zoroastrismen
Enligt zoroastrismen är det människans ansvar att kämpa mot kaos och för kosmos på planeten jorden. Gaia representerar livets och naturens balans mellan kaos och kosmos och denna balans får enligt Zoroastrismen inte rubbas. Naturkatastrofer är tydliga tecken på att denna balans håller på eller har rubbats. 
Enligt Zarathustras Sånger är Gaia livets naturängel som ansvarar för naturen och djuren.

## Utmärkelser
Nedslagskratern Gaea på Jupiters måne Amalthea och asteroiden 1184 Gaea är uppkallade efter henne.

## Populärkultur
Gaia förekommer även i serien Captain Planet and the Planeteers, då som en personifiering av Jordens ande.